# Силвано Пјетра
Силвано Пјетра (итал. Silvano Pietra) је насеље у Италији у округу Павија, региону Ломбардија.
Према процени из 2011. у насељу је живело 641 становника. Насеље се налази на надморској висини од 76 м.

## Становништво
Према резултатима пописа становништва 2011. у општини је живело 680 становника.
| 1931. | 1936. | 1951. | 1961. | 1971. | 1981. | 1991. | 2001. | 2011. |
| ----- | ----- | ----- | ----- | ----- | ----- | ----- | ----- | ----- |
| 1.040 | 979   | 974   | 901   | 751   | 716   | 683   | 703   | 680   |